# Fokker Eindecker

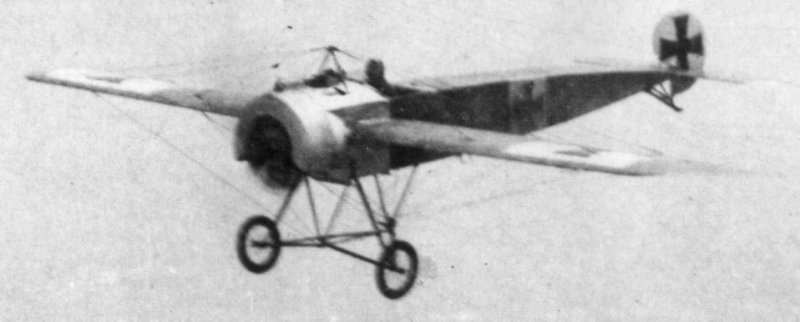

Los aviones de combate Fokker Eindecker fueron una serie de monoplanos (la silueta característica de la que le valió esta designación) desarrollados por Anton (Anthony) Herman Gerard Fokker, pionero de la aviación holandesa.
Varias innovaciones clave de los aviones Fokker E.I al Fokker E.IV los distinguirán sobre sus competidores y adversarios de la Primera Guerra Mundial: una estructura de acero, una ametralladora sincronizada, que le dio superioridad sobre los aviones aliados, hasta el punto de que los pilotos se refirieron entonces a la Plaga Fokker, el "Flagelo Fokker", hasta la puesta en marcha del Nieuport XI BB en 1916.
Desarrollado en abril de 1915, el primer Eindecker ("Monoplano") fue el primer avión de combate alemán especialmente diseñado y el primer avión en estar equipado con un engranaje de sincronización, lo que permite al piloto disparar una ametralladora a través del arco de la hélice sin golpear las aspas.
El Fokker Eindecker equipó las fuerzas de guerra alemanas, austrohúngaras, búlgaras y otomanas, y ofreció a los ases alemanes Max Immelmann y Oswald Boelcke la oportunidad de ganar varias victorias. La silueta monoplano y el rendimiento del avión lo popularizaron en libros, películas, videojuegos y modelos, como uno de los aviones de combate característicos de la aviación de combate alemana (con el Fokker Dr.I) que empezaba a tener lugar para compensar con estos dispositivos.

## Variantes
Fokker M.5
Fokker M.5K
Fokker M.5L
Fokker M.5K/MG
Fokker A.II
Fokker A.III
Fokker E.I
Fokker E.II
Fokker E.III
Fokker E.IV